# 7 Jungfrauen
7 Jungfrauen (Originaltitel: 7 vírgenes) ist ein spanischer Film des Regisseurs Alberto Rodríguez aus dem Jahr 2005. Das Drama um den 16-jährigen Tano beleuchtet, unterlegt von Latin Jazz und Hip-Hop, das Milieu krimineller Jugendlicher.
Der Titel bezieht sich auf den naiven Volksglauben, der im Film auch thematisiert wird, dass man seine Zukunft sehen könne, wenn man eine Kerze vor einen Spiegel stelle und sich dann 60 Sekunden anstarre. Dieses Vorgehen nennt man in Andalusien die sieben Jungfrauen.

## Handlung
Der 16-jährige Tano sitzt im Jugendgefängnis. Für die Teilnahme an der Hochzeit seines älteren Bruders erhält er 48 Stunden Freigang. Diese Zeit nutzt Tano, um seinem Stadtviertel einen ausführlichen Besuch abzustatten. Mit seinen Freunden kostet er seine kurze Phase der Freiheit aus. Seine entfesselte Lebenslust wird ihm aber letztendlich zum Verhängnis.

## Hintergrund
Gedreht wurde der Film an Schauplätzen in Sevilla in Andalusien. Keiner der Freunde Tanos wurde von einem professionellen Schauspieler gespielt. Die Laiendarsteller wurden beim Vorsprechen an örtlichen Schulen gefunden.
Nachdem der Film bereits am 17. September 2005 während des San Sebastián Film Festivals gezeigt worden war, war der offizielle Filmstart in Spanien am 14. Oktober 2005. In Deutschland kam der Film am 9. November 2006 durch den Kool-Filmverleih in die Kinos.

## Rezeption
In der Presse fand 7 Jungfrauen ein allgemein positives Echo. Das Projekt Filmernst des Landesinstituts für Schule und Medien Berlin-Brandenburg LISUM empfiehlt den Film nicht nur für den Spanischunterricht, sondern auch für die Fächer Lebensgestaltung, Ethik, Religion und Sozialkunde.
Sebastian Gosman sieht im Schnitt – Das Filmmagazin sogar Ähnlichkeiten mit Cidade de Deus.

## Auszeichnungen
Festival Internacional de Cine de San Sebastián 2005
- Nominierung in der Kategorie Bester Film
- Silberne Muschel in der Kategorie Bester männlicher Hauptdarsteller für Juan José Ballesta

Spanischer Filmpreis 2005
- Goya in der Kategorie Bester Nachwuchsdarsteller für Jesús Carroza